# Braulio Luna
Braulio Luna (8 de setembre de 1974) és un exfutbolista mexicà.

## Selecció de Mèxic
Va formar part de l'equip mexicà a la Copa del Món de 1998.